# فليتنر إف أي 185
فليتنر إف أي 185 عبارة عن جيرودين تجريبي ألماني طورها انطون فليتنر، وهي آلة يمكن أن تطير كطائرة هليكوبتر وكطائرة أوتوجايرو.

## التصميم والتطوير
تم تطوير هذه الطائرة في عام 1936 بدعم من كريغسمارينه. كانت تعمل بمحرك BMW-Bramo Sh 14 بقوة 160 حصان (120 كـو) مثبت على الأنف.

## المواصفات (Fl 185)
- Powerplant: 1 × سيمنز هالسكي ش 14 7-cyl air-cooled radial piston engine, 110 kW (150 hp)
- Main rotor diameter: 1 3-bladed× 12 m (39 ft 4 in)
- Main rotor area: 113.112 m2 (1,217.53 sq ft)
- الدافع: 2 x 2 bladed-bladed fixed-pitch wooden propellers

الاداء